# غرب رؤیایی
غرب رؤیایی (انگلیسی: Dream West) یک مینی‌سریال آمریکایی به کارگردانی دیک لاوری است که در سال ۱۹۸۶ منتشر شد.

## بازیگران
- اف. موری آبراهام در نقش آبراهام لینکلن
- ریپ تورن در نقش کیت کارسون
- ریچارد چمبرلین
- بن جانسون
- فریتس ویور
- آلیس کریج
- رنه انریکس
- جری اورباک
- جی. دی اسپاردین
- آنتونی زربی
- کلود ایکینز
- جان اندرسون
- جف ایست
- مایکل انسین
- مل فرر
- گیل هانیکات